# Pleolophus nigribasis
Pleolophus nigribasis là một loài tò vò trong họ Ichneumonidae.